# Neubaufahrzeug
Neubaufahrzeug je bil nemški težki tank. Ta tank je bil prvi poizkus izdelave težkega tanka za Wehrmacht potem, ko je Adolf Hitler prevzel oblast, vendar zaradi okornosti ni ustrezal taktiki bliskovite vojne (Blitzkrieg), zato je bilo narejenih le pet primerkov. Večinoma so se uporabljali v propagandne namene, razen ob napadu Norveške leta 1940.

## Zgodovina
Proizvodnja tanka se je začela leta 1933. Istega leta je Reichswehr (Nacionalna obramba) izdala pogodbo za izdelavo težkih traktorjev, Großtraktor, ki je bila koda za težki tank. Nemci so tank izdelovali prikrito, saj so še vedno bili pod pogodbo, ki jim ni dovoljevala razvijati tankov. Tank sta razvijali podjetji Krupp in Rheinmetall-Borsig. Vsako podjetje je naredilo svoj tank. Glavna razlika je bila v postavitvi orožja. Oba tanka sta imela glavno kupolo s topom kalibra 75 mm in sekundarno kupolo s topom kalibra 37 mm. Rheinmetallov model se je imenoval PzKpfw NbFz V, Kruppov model pa PzKpfw NbFz VI. Leta 1934 sta bila narejena dva tanka z Rheinmetallovo kupolo. S Kruppovo kupolo so bili v letih 1935 in 1936 narejeni trije tanki.
Kljub temu, da tank ni šel v serijsko proizvodnjo je bil zelo pomemben za takratno Nemčijo, saj je služil kot propaganda takratni oblasti. Predstavljen je bil tudi na avtomobilski razstavi v Berlinu, ki je bila leta 1939. Trije tanki so sodelovali pri vpadu na Norveško.